# Primo Zuccotti
Primo Zuccotti (Serravalle Scrivia, 2 de abril de 1915 – Montevideo, 29 de junio de 2005) fue un ciclista italiano radicado en Uruguay.
Actuó como profesional entre 1937 y 1950, defendiendo a diversos equipos como el Bianchi, Olmo, Fiorelli y Tebag y fue compañero de Fausto Coppi, Gino Bartali y Hugo Koblet.
Junto a otro ciclista italiano, Mario Debenedetti y el español Alejandro Fombellida, llegó a Uruguay para correr la VII Vuelta Ciclista del Uruguay disputada en 1950. Representando a la Federación Argentina, fue contratado para ayudar a Atilio François a lograr el cuarto título pero François abandonó en la 3.ª etapa, lo que liberó a Zuccotti de su misión. Comenzó a remontar posiciones en la clasificación general y ganando 4 etapas, obtuvo el 2º puesto detrás de Virgilio Pereyra, quien lo superó por 50 segundos.

## Las barreras de Manga que cambiaron su vida
Junto a su compatriota Debenedetti se vieron perjudicados cuando en la última etapa iban escapados y debieron detenerse en un paso a nivel en la Avenida José Belloni, en la estación Manga, debido a que un tren se encontraba de maniobras. Los comisarios de la carrera no les permitieron pasar hasta que no se subieran las barreras y les dijeron que descontarían el tiempo, pero finalmente no lo hicieron.
El italiano presentó un reclamo, esperando que la resolución del caso le fuera favorable. Luego de semanas de espera y varios viajes desde Buenos Aires para reclamar el título, el tribunal arbitral ratificó la victoria de Virgilio Pereyra. Tras esto, Zuccotti decidió radicarse en Uruguay y desarrollar su carrera deportiva en forma amateur, corriendo por el equipo de Peñarol. Luego se dedicó a la reparación y venta de bicicletas. Su casa se hizo conocida por ser representante de la marca italiana Ligie. Dichas bicicletas fueron utilizadas en muchas competencias de Uruguay, llegando a ser la marca más vendida del país[cita requerida]. También fabricó bicicletas con su propia marca.